# Дністровський каньйон

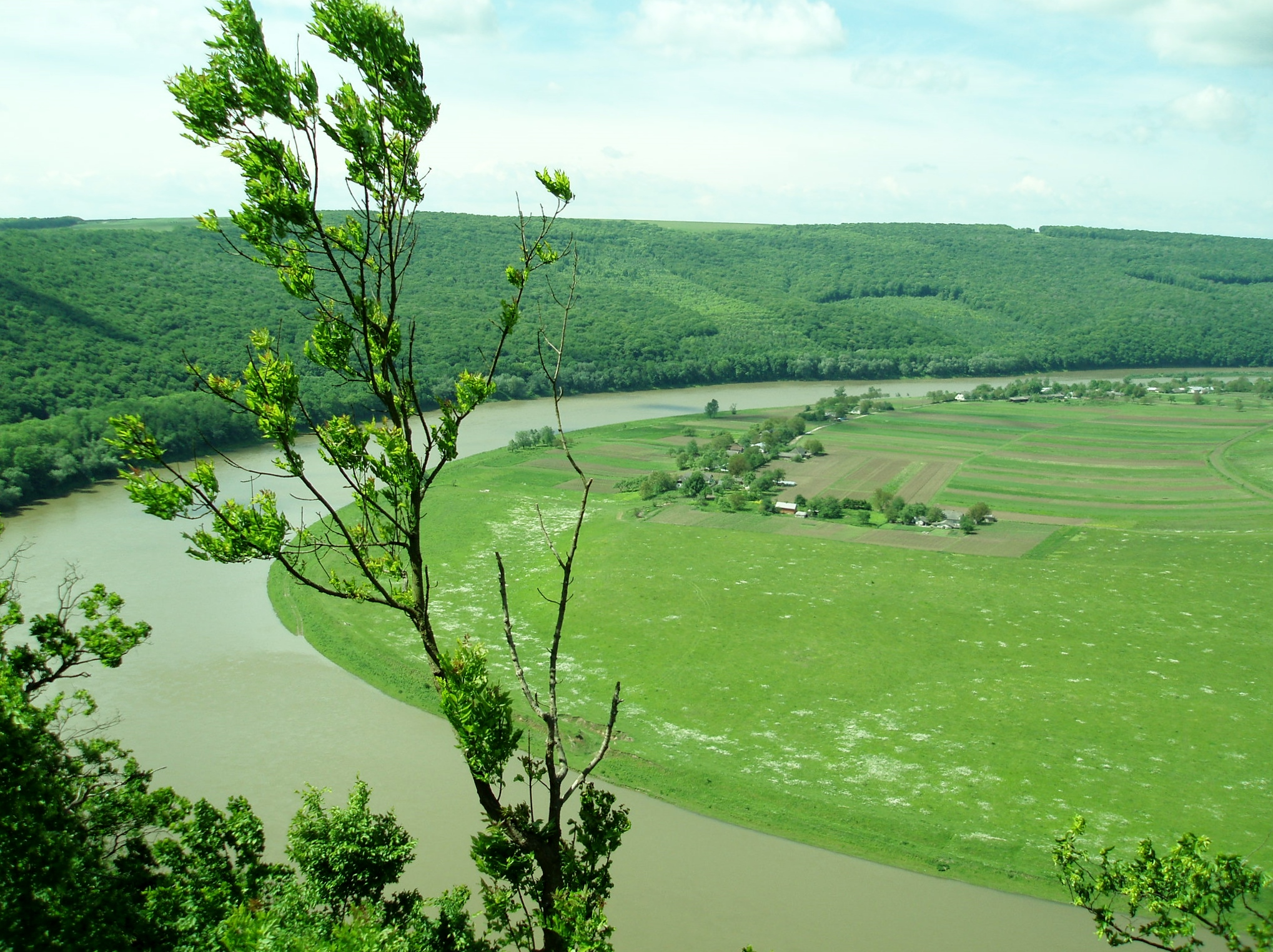
Меандр Дністра між селом Губин Бучацького району Тернопільської області (на фото) та смт Чернелиця Івано-Франківської області

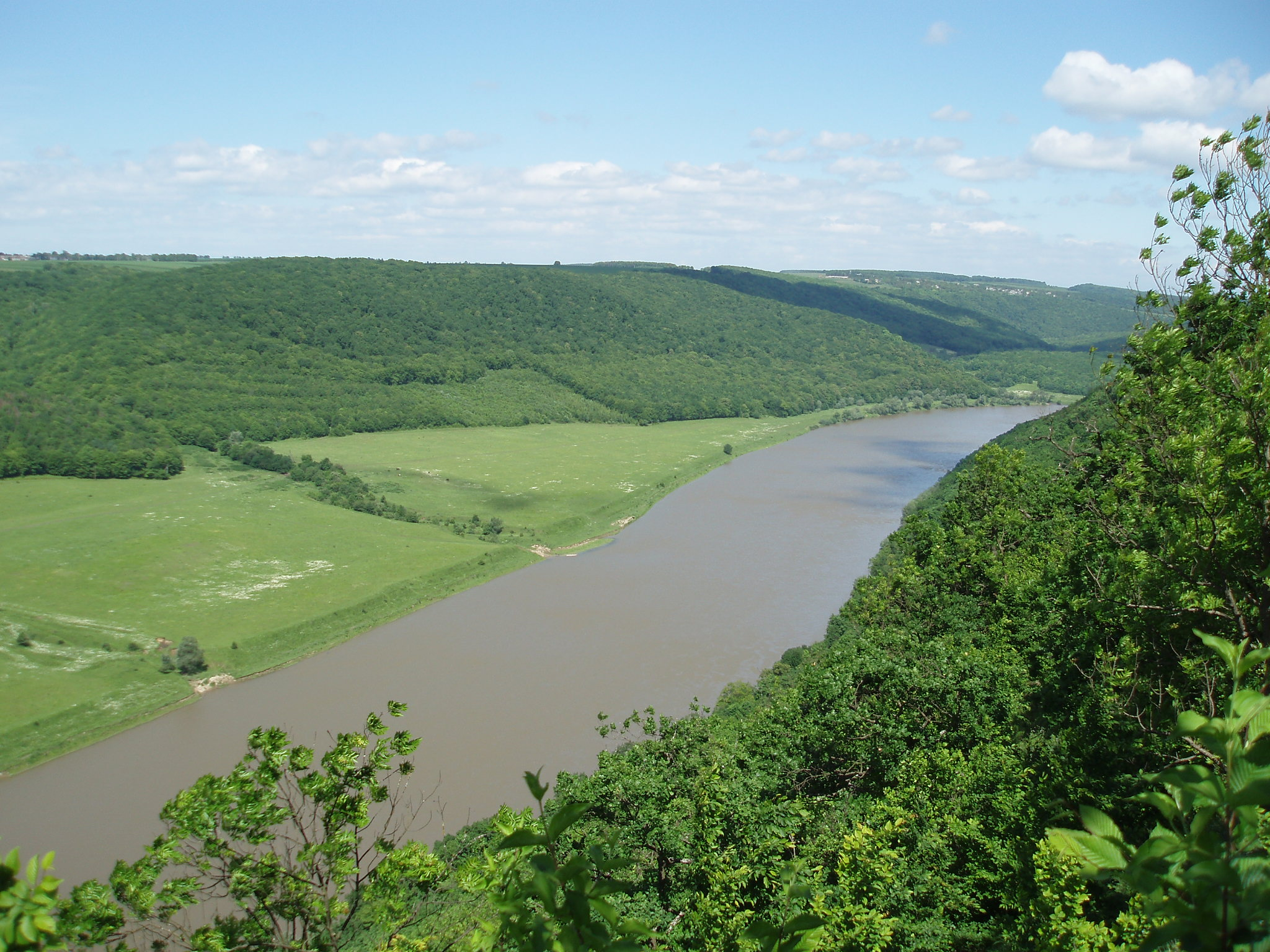
Далі за течією у Дністер впадає річка Стрипа

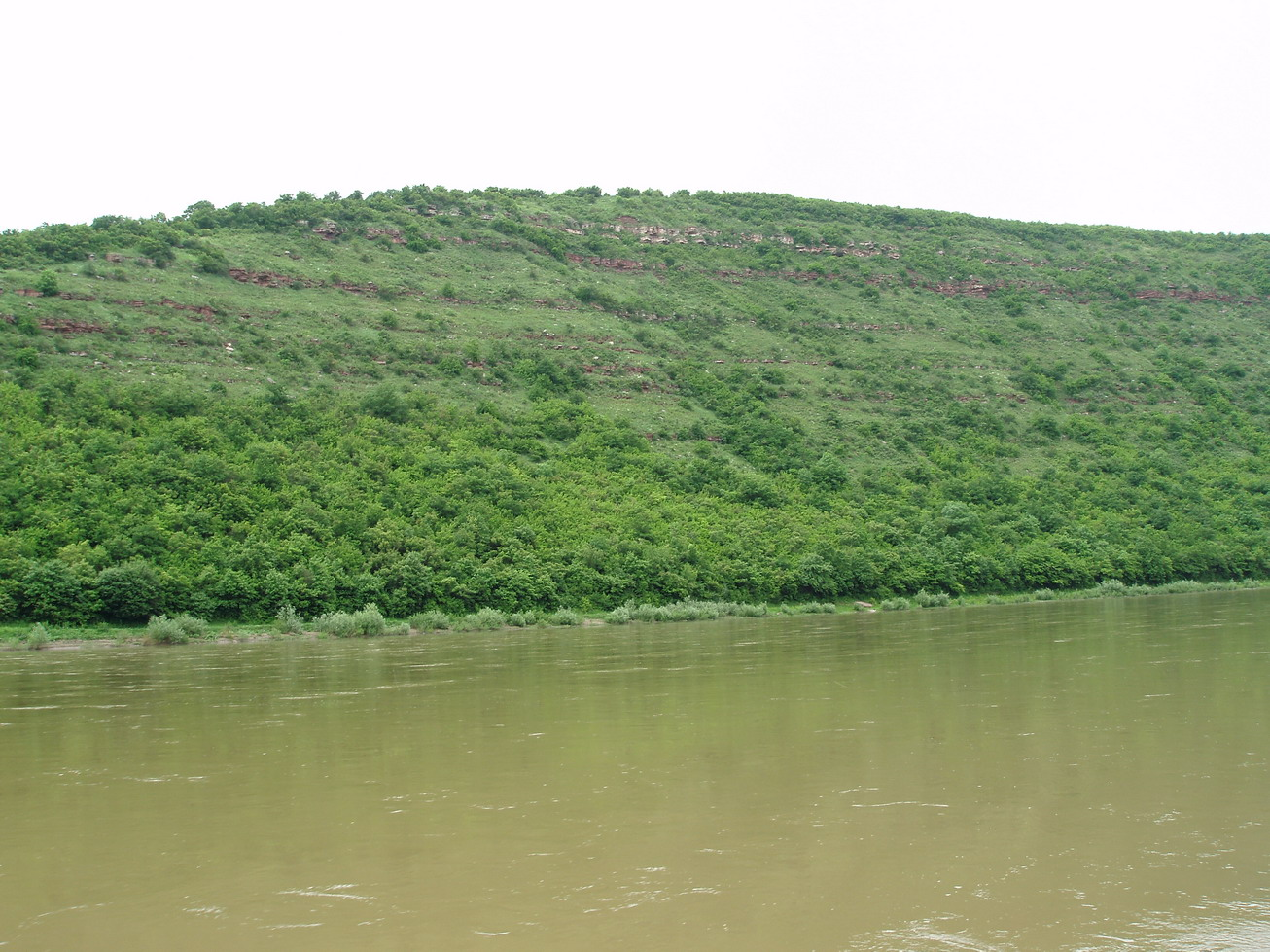
«Червона Гора» поблизу села Берем'яни (Тернопільська обл.) — приклад відслонень девонських червоних пісковиків

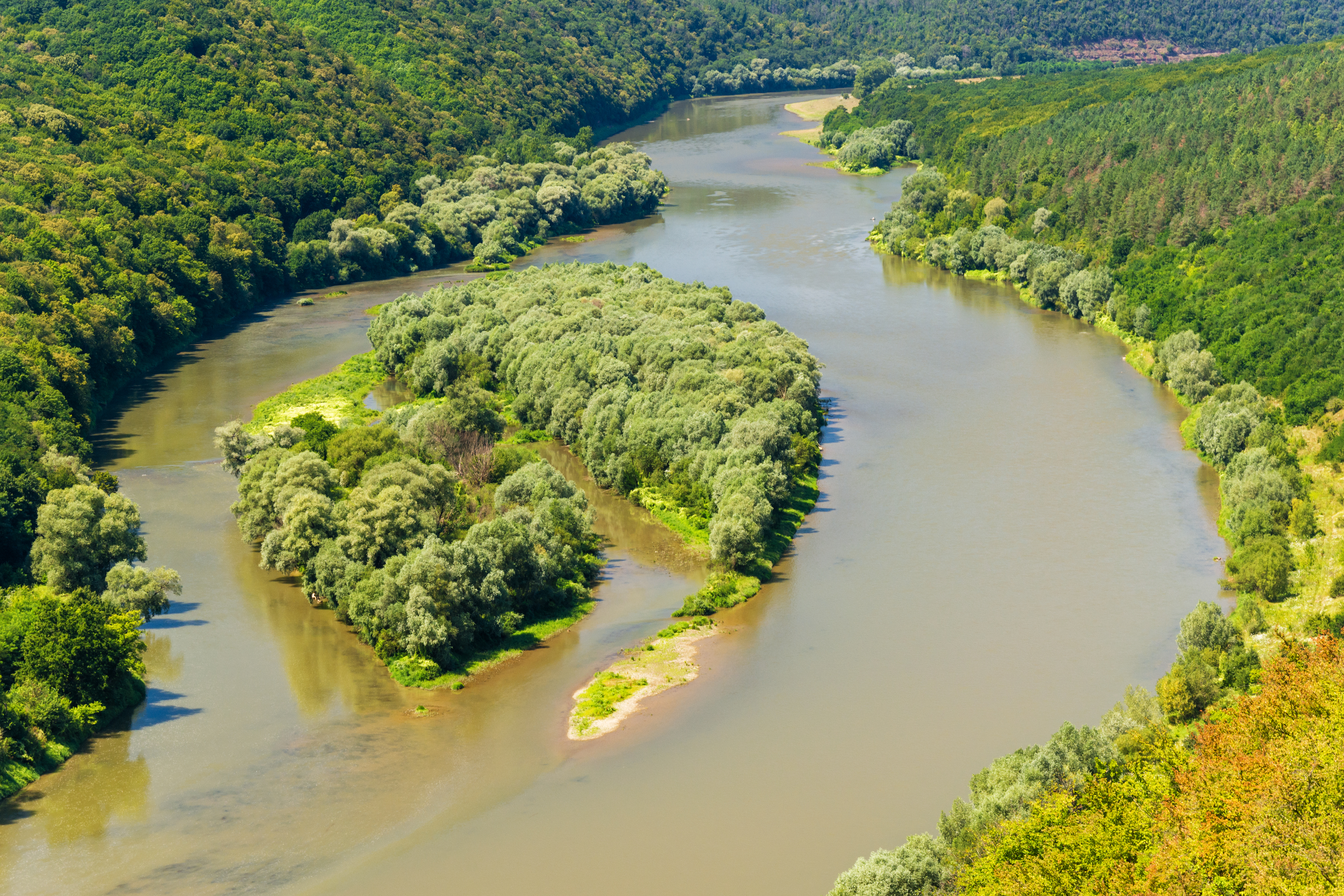
Острів Інь-Янь на Дністрі поблизу села Литячі

Дністровський каньйо́н — каньйон, утворений річкою Дністер і розташований на межі 4 областей України: Івано-Франківської, Тернопільської, Чернівецької та Хмельницької.

## Основні параметри
Загальна довжина його становить близько 250 км, що забезпечує Дністровському каньйону місце серед найбільших каньйонів не лише України, а й Європи.
Дністровський каньйон, згідно з рішенням всеукраїнського Інтернет-опитування, оголошеним 26 серпня 2008 року, визнаний одним із 7 природних чудес України.
Утворився внаслідок специфічної геологічної будови місцевості, а також тектонічних рухів та процесів водної і вітрової ерозії.
На території каньйону знаходиться численні об'єкти природно-заповідного фонду України, зокрема:
- Національний природний парк «Дністровський каньйон»
- Регіональний ландшафтний парк «Дністровський каньйон»
- Регіональний ландшафтний парк «Дністровський»
- Бакотська затока.

## Географія
Каньйон розташований у західній частині України, причому лівий і правий бік каньйону належить різним областям: лівий — Тернопільській і Хмельницькій, а правий — Івано-Франківській і Чернівецькій.
В Івано-Франківській області Дністровський каньйон розташований у Галицькому, Тисменицькому, Тлумацькому та Городенківському районах. У Тернопільській області каньйон охоплює райони: Монастириський, Бучацький, Заліщицький та Борщівський (сучасний Чортківський район). У Чернівецькій — це Заставнівський та Хотинський райони, а у Кельменецькому та Сокирянському Дністровський каньйон менш помітний, аніж у решті районів. На території Хмельницької — Кам'янець-Подільський та Новоушицький.
Поблизу Дністровського каньйону проходять автошляхи А-268, А-269 та М-14.

## Геологія

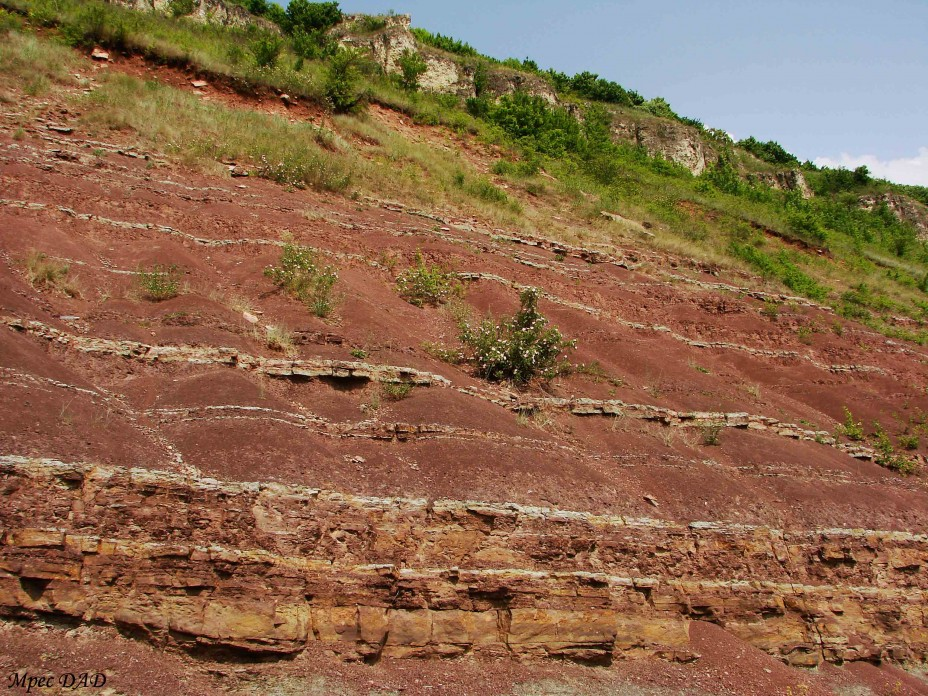
Відслонення Дністровського каньйону.

У долинах Дністра та його приток відслонюється потужний комплекс осадових товщ від наймолодших — антропогенних — і до найдавніших — силурійських — відкладів палеозойської ери.
Дністровський каньйон бере початок від гирла Золотої Липи до гирла Збруча, а довжина його становить близько 250 км, що забезпечує Дністровському каньйону місце серед найбільших каньйонів не лише України, а й Європи. Каньйон починається в районі села Новосілка_(Івано-Франківський_район) Івано-Франківської області  унікальним відслоненням юрського періоду так званих Новосільських Гір, а закінчується поблизу села Трубчин Борщівського району Тернопільської області найбільшим у світі відслоненням силурійських порід.
На правому березі Дністра неподалік села Буківна, а також на лівому, на Танутинській горі біля села Діброва Івано-Франківської області, відслонюються різні породи мезозойської ери — відклади верхньої юри, що є єдиним подібним відслоненням на значній площі Східно-Європейської платформи. Ці відклади, представлені переважно жовтувато-білими, доломітизованими, органогенно-уламковими та оолітовими вапняками, містять відбитки кількох видів викопних морських водоростей і різноманітний комплекс викопної фауни.
На території Дністровського каньйону утворилося три типи рельєфу: скульптурно-ерозійний, горбисто-горбогірний і акумулятивно-рівнинний (переважно на правобережжі).
За свідченнями українського вченого В. І. Гаврилишина, на території Дністровського каньйону присутній своєрідний, властивий тільки цьому районові ендемічний, пізньоюрський комплекс морських організмів. Він вказує, що серед 179 видів, вивчених А. Альтом ще 1881 року, 125 виявилися новими, вперше описаними в літературі.
Найбагатшими на залишки викопних організмів є відслонення юрських вапняків біля села Буківна (159 видів) та Татунської гори.
У Дністровському каньйоні збереглися еталони відслонень силуру і девону.
Унікальними є дністровські травертинові скелі з природними чи рукотворними печерами. Здавна деякі з них були пристосовані під печерні храми і монастирі. Одним із таких печерних монастирів був кам'яний грот «Скеля монахів», що біля села Литячі на лівому березі Дністра.

## Пам'ятки природи
Найдавніші пам'ятки природи Дністровського каньйону — скелі девонського геологічного періоду (вік — 350—400 млн років), численні водоспади, широколисті, мішані та соснові ліси, цілющі джерела.
Місцеві заповідники: Урочище Криве, Червона гора, Хмелівська стінка. На лівому березі Дністра з Хмелеви Подільської глибоким яром тече потічок, утворюючи каскад водоспадів висотою до 6-8 м.
Біля заповідної Червоної гори між селами Берем'яни і Сокілець височіють, вкриті лісом, два пагорби — Велика і Мала Говди. Біля них у 1930-х рр. діяв туристичний притулок для водних туристів, які сплавлялися річкою на човнах і байдарках.

### Водоспади
- Джуринський
- Делівські
- Вільховецькі (каскад водоспадів біля с. Вільхівці)
- Дівочі сльози (урочище Пустельня, біля Джуринського водоспаду)
- Копачинські (каскад водоспадів с. Копачинці)
- Сокілецькі
- Русилівські
- Печери (водоспад розташований на межі сіл Шутроминці та Литячі)
- Возилівські (каскад водоспадів с. Возилів)
- Космиринський (водоспад с. Космирин)
- Шумило
- Гроти (на околиці с. Нирків, в бік с. Шутроминці)
- Три бажання (на околиці с. Поточище)
- Фалинський
- Чорнопотоцький
- Бабин (на північній околиці с. Бабин)
- Василівські
- Вимушівський (водоспад в с. Вимушів)
- Монаші Сльози (водоспад біля с. Жизномир)
- Дзвенигородські (каскад водоспадів с. Дзвенигород)
- Дорошівецький
- Кельменецька Бульбона (водоспад в смт Кельменці на р. Ромаданка)
- Кулівецький (водоспад с. Кулівці)
- Кунисівські (каскад водоспадів на околиці с. Кунисівці)
- Малієвецький
- Гупало (водоспад в с. Бабин)
- Єрмівка (водоспад на околиці с. Лисичники)

## Клімат
У Дністровському каньйоні існує своєрідний мікроклімат. Зима у ньому є м'якою та малосніжною. На кручах і берегах сніг довго не затримується, адже у долинах температура на кілька градусів вища за рівнинну. Весна у каньйоні приходить на 1-2 тижні раніше, ніж на території решти Покуття та Поділля. Літо — помірно спекотне, а грозові дощі тривають недовго.

## Притоки Дністра на відрізку каньйону

### Праві притоки
На відрізку каньйону праві притоки короткі, мають довжину всього від 6 до 16 кілометрів, за винятком тільки річки Тлумач. Вони маловодні і течуть здебільшого у вузьких долинах-ярах.

### Ліві притоки
Лівобережні притоки відзначаються своєю величиною і водністю. Початок свій беруть із джерел та невеликих заболочених озерець, протікають по Подільській височині, з півночі на південь, глибоко врізуються у плато, утворюючи в південній частині Тернопільської області високі каньйоноподібні долини. Завдяки річкам Золота Липа, Стрипа, Серет, Коропець, Нічлава і Збруч водність Дністра на відрізку каньйону помітно збільшується.

## Флора
Високі ліві береги річки вкриті рідкісною рослинністю, що за своєю різноманітністю перевершує Кременецькі гори і Подільські Товтри.
Багатими на рослинність є схили каньйону, прибережні луки та поля. Серед рослин є багато реліктових, ендемічних та рідкісних видів, таких як, наприклад, лілія лісова, горицвіт, первоцвіт, ромашка лікарська, молодило руське, ефедра двоколоса, ясенець білий, мигдаль степовий, цибуля круглонога, зіновать подільська, таволга польська, клокичка периста, ковили волосиста, пірчаста, периста та вузьколиста, сон великий і чорніючий тощо. Також на території парку зустрічаються рослинні угруповання, занесені до Зеленої книги України, наприклад, формації ковил волосистої, вузьколистої та пірчастої, асоціації скельно-дубових лісів. Більшість цих рослин занесена до Червоної книги України.

## Фауна
Різноманітним є тваринний світ каньйону. У лісах водяться козулі, зайці, борсуки, лисиці, вепри, білки та інші тварини. На кам'яних схилах і в чагарниках живуть ящірки, мідянки, гадюки, вужі.
Десятки видів птахів освоїлись у лісах, луках, річкових заплавах і на схилах стрімких пагорбів (зозулі, соловейки, дятли, ластівки, дикі качки і гуси, мартини, сірі чаплі та чепури, чорні лелеки, круки, яструби, шуліки тощо).
У річці Дністер є 40 видів риб: короп, підуст, окунь, сом, марена, лящ, судак, щука, верховодка та багато інших. Велика кількість жаб і раків свідчать про допустиму екологічну чистоту дністровської води. У порівнянні з іншими великими річками, Дністер вважається однією з найчистіших річок Європи.
На території Дністровського каньйону зустрічається багато рідкісних та зникаючих видів комах, понад 50 з яких занесені до Червоної книги України. Серед цих видів: красуня-діва, дозорець-імператор, кордулегастер кільчастий, кошеніль польська, пахучий і волохатий стафіліни, жук-самітник, вусачі великий, дубовий, західний та мускусний, земляний хрестоносець, махаон, аполлон, мнемозина, бражник мертва голова та багато інших.

## Туризм
2008 року під час всеукраїнського інтернет-опитування Дністровський каньйон визнано одним із семи чудес України. Ця пам'ятка природи вражає своїми скелями, численними водоспадами, листяними та сосновими лісами, цілющими джерелами, а також різноманіттям флори та фауни. Враховуючи складність рельєфу, найзручніше туристам споглядати красу каньйону з акваторії Дністра. Донедавна зробити це можна було лише під час сплаву річкою на плотах та катамаранах. Відтепер для туристів відкривається ще одна можливість — побачити каньйон з палуби унікального корабля «Юрій», який ходить і мілководдям.
Найпопулярніші туристичні маршрути у Дністровському каньйоні — на ділянці між Коропцем та Заліщиками.
До 1960-х років Дністер був судноплавною річкою аж до Галича. Однак з часом річка обміліла і води стало занадто мало для проходження кораблів. Команда ентузіастів на чолі з винахідником Юрієм Шпіцером взялася за розробку судна, яке могло б ходити і мілководдям Дністра. Ідея створення такого судна спочатку дивувала інженерів, однак в підсумку таки з'явився корабель «Юрій» — двопалубне судно завдовжки 12 м, завширшки 5 м і вагою 20 тонн. Унікальність корабля в тому, що завдяки легкій конструкції, плоскому днищу та специфіці гребного колеса судно дає осадку всього 30 см, що дозволяє проходити мілководдя. Така конструкція судна дозволяє йому рухатися як за течією річки, так і проти.
Місцем базування корабля обрано село Раковець Городенківського району, яке власники компанії називають портом. Ініціатори проєкту викупили на березі Дністра земельну ділянку, де планують побудувати базу відпочинку для туристів. Урочисте відкриття «порту Раковець» відбулося 4 липня. Метою організаторів є залучити туристів, які сплавляються річкою на плотах, заходити в порт і користуватися його інфраструктурою.
Раковець обрали не лише через те, що тут зручно причалювати кораблем, а й тому, що в селі в селі є руїни Раковецького замку — пам'ятки архітектури. Цей замок був побудований 1650 року.

## У культурі
У липні 2014 року в селі Долина пройшов письменницький фестиваль «Дністровський каньйон», участь у якому взяли два десятки літераторів з усієї України: зі Львова, Києва, Сум, Хмельницького, Вінниці і навіть Харкова, зокрема Олена Тітко, Midna, Наталя Бельченко, Олександр Ткачинський, Анжи Богаченко, Александра Шаліна. Голова Івано-Франківської організації Національної спілки письменників України Євген Баран подарував шкільній бібліотеці антологію «Галицький золотослов» (електронна версія), до якої увійшли твори 42-ох письменників Львівщини та Івано-Франківщини, та збірку «Франківськ, місто янголів». У рамках літературної пригоди відбулися декламування віршів Т. Шевченка, а також представлення літературного альманаху молодих літераторів Тлумаччини «Заграва», який побачив світ у редакційно-видавничому комплексі «Злагода» (Тлумач).

## Світлини та відео

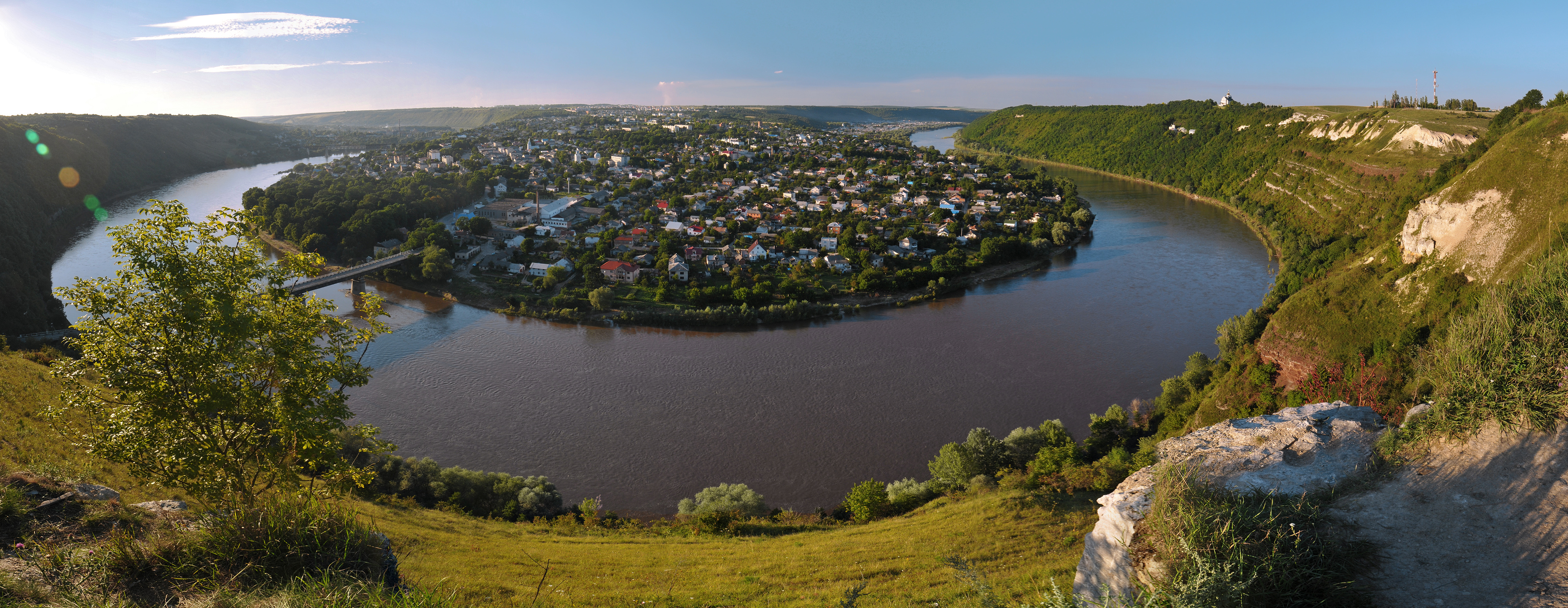
Національний природний парк «Дністровський каньйон»
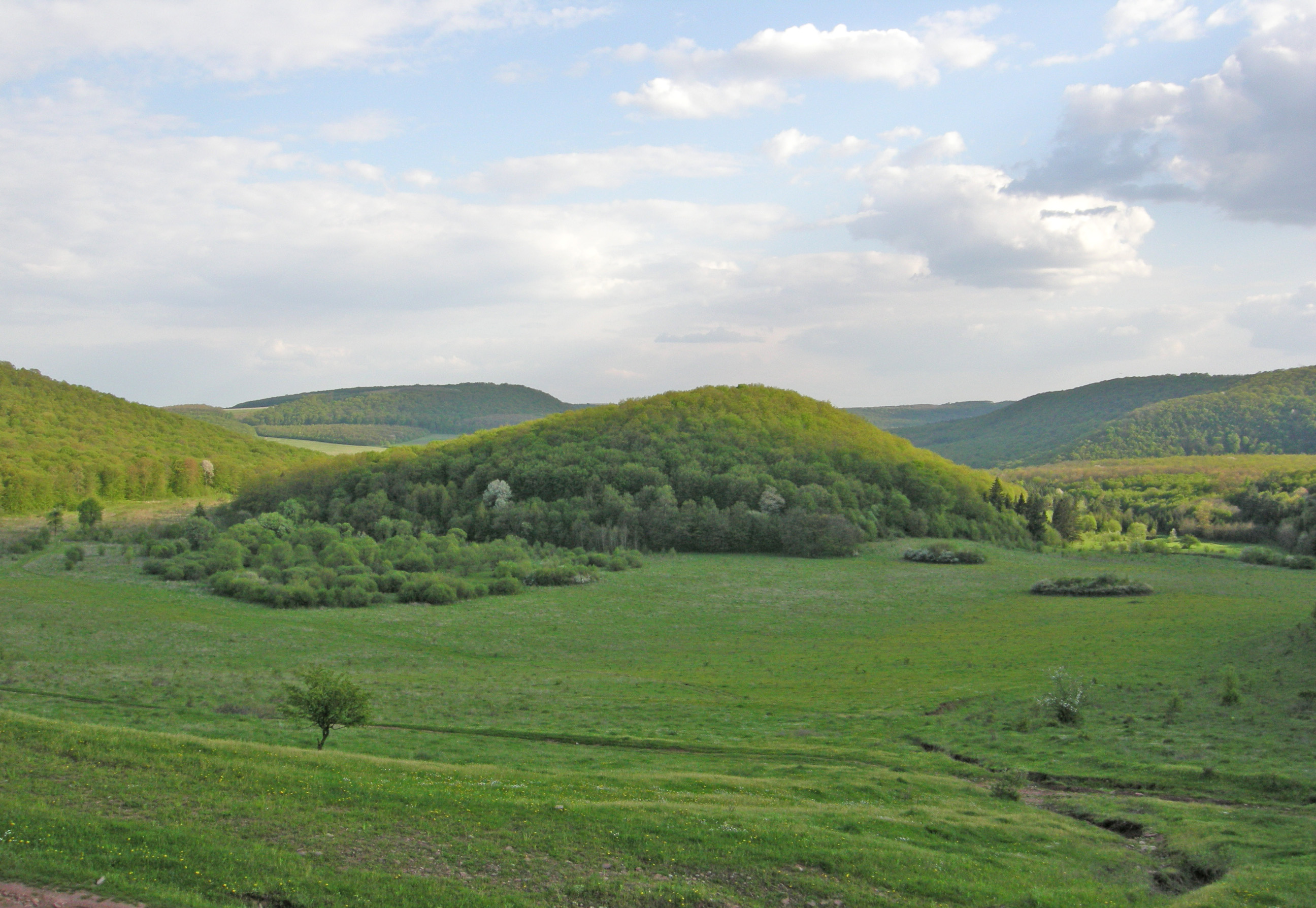
Гора Велика Говда
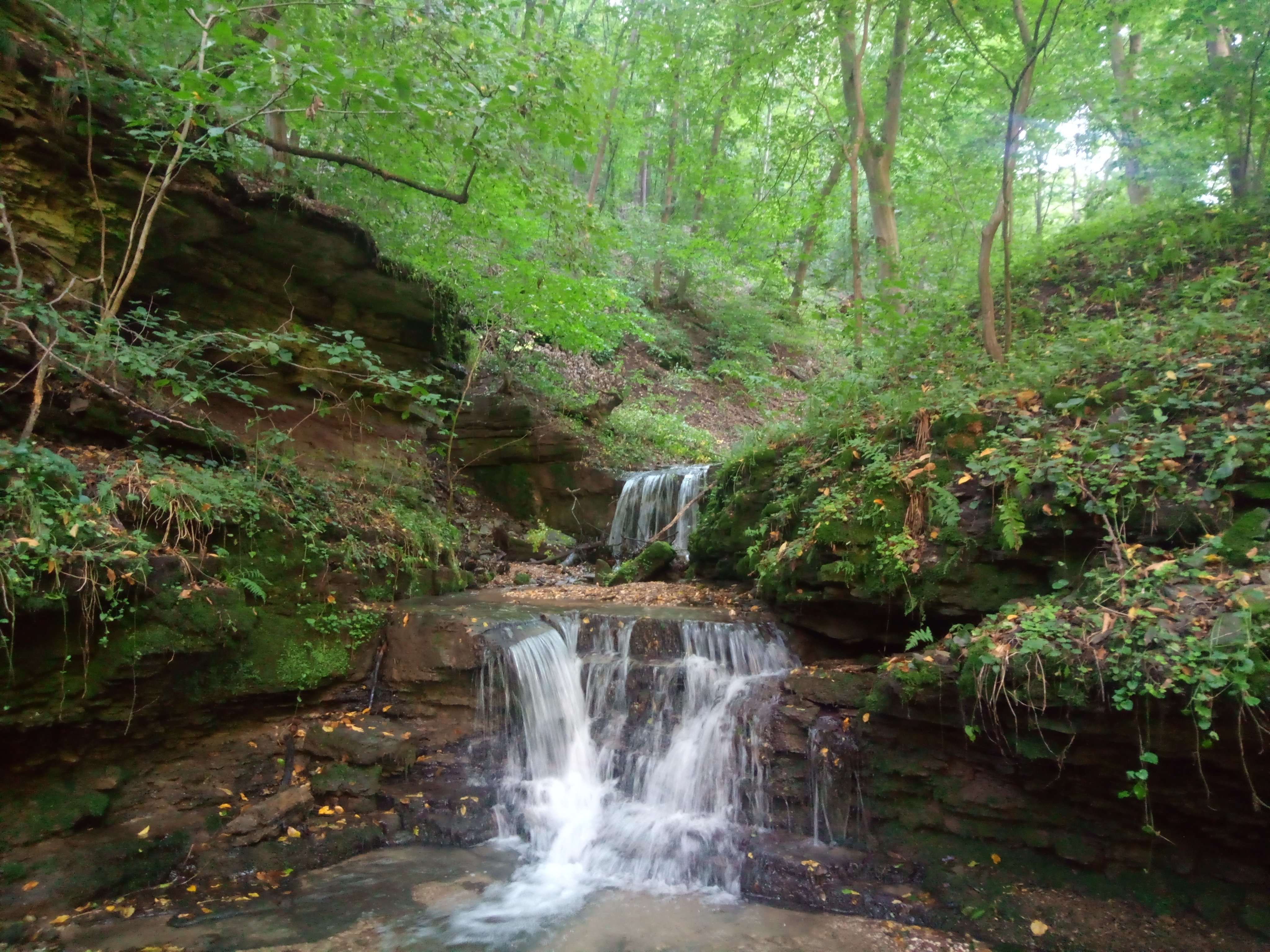
Вимушівський водоспад
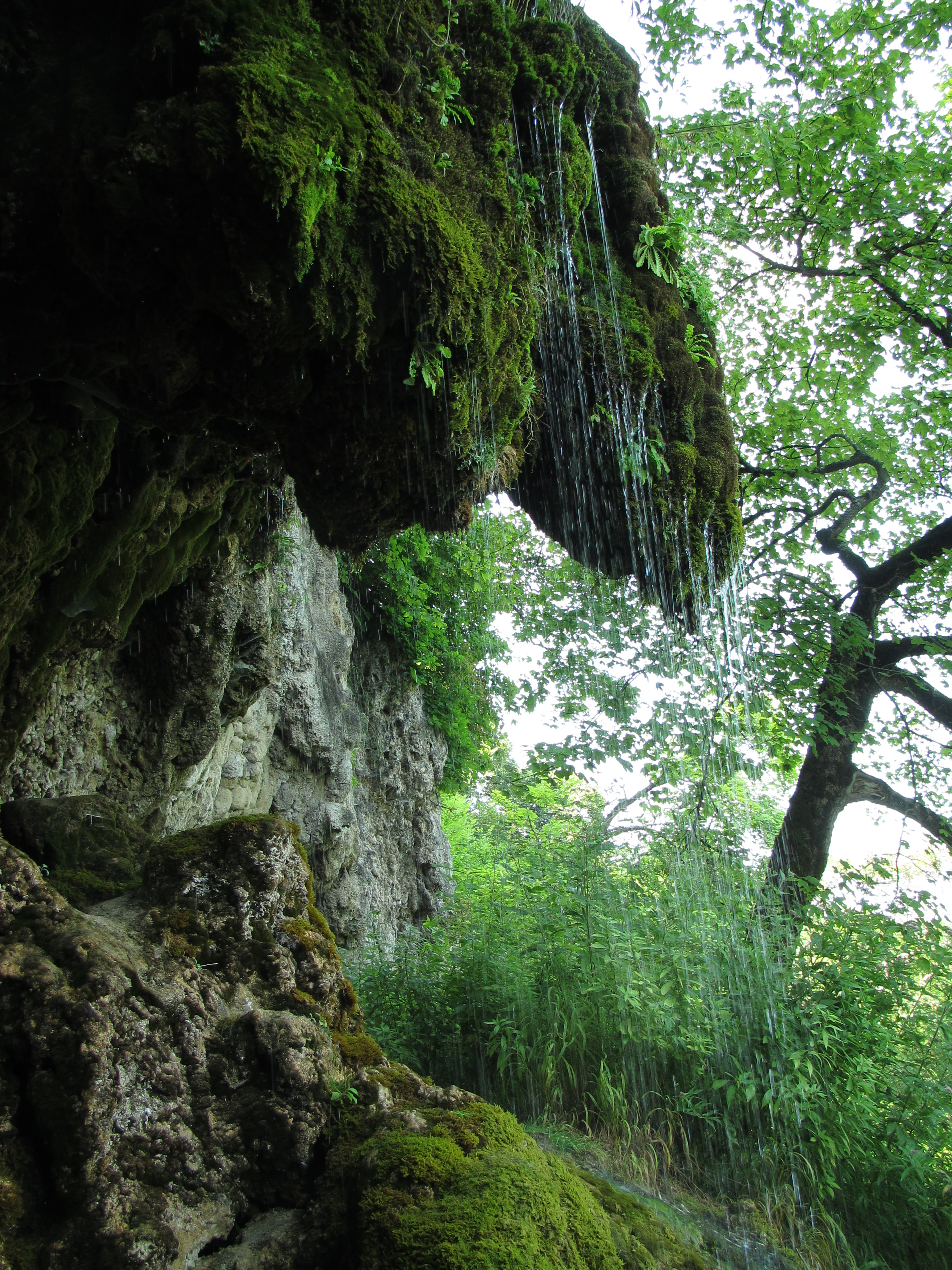
Дівочі Сльози (урочище Пустельня)
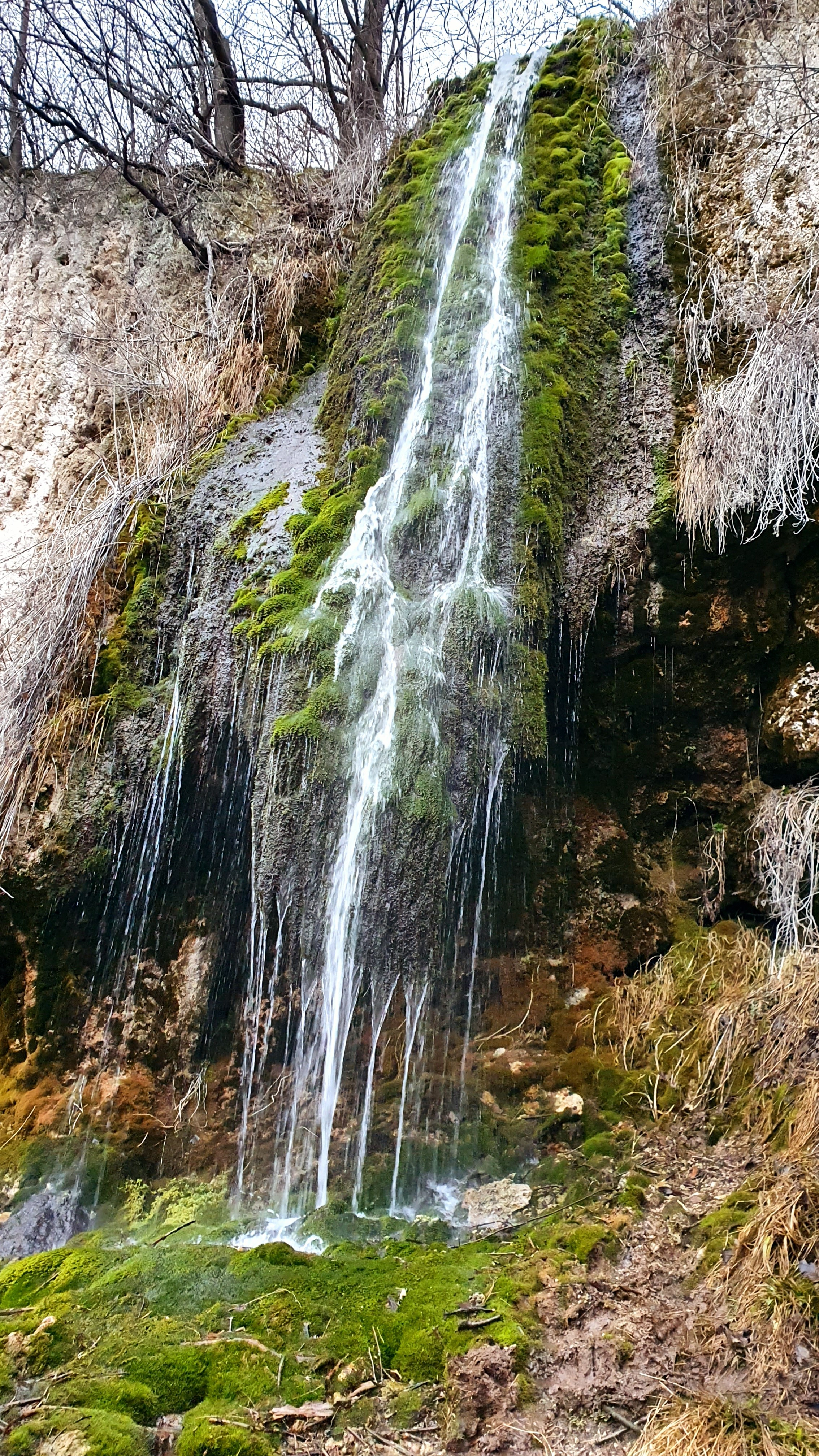
Водоспад Печери
- Водоспад Гроти
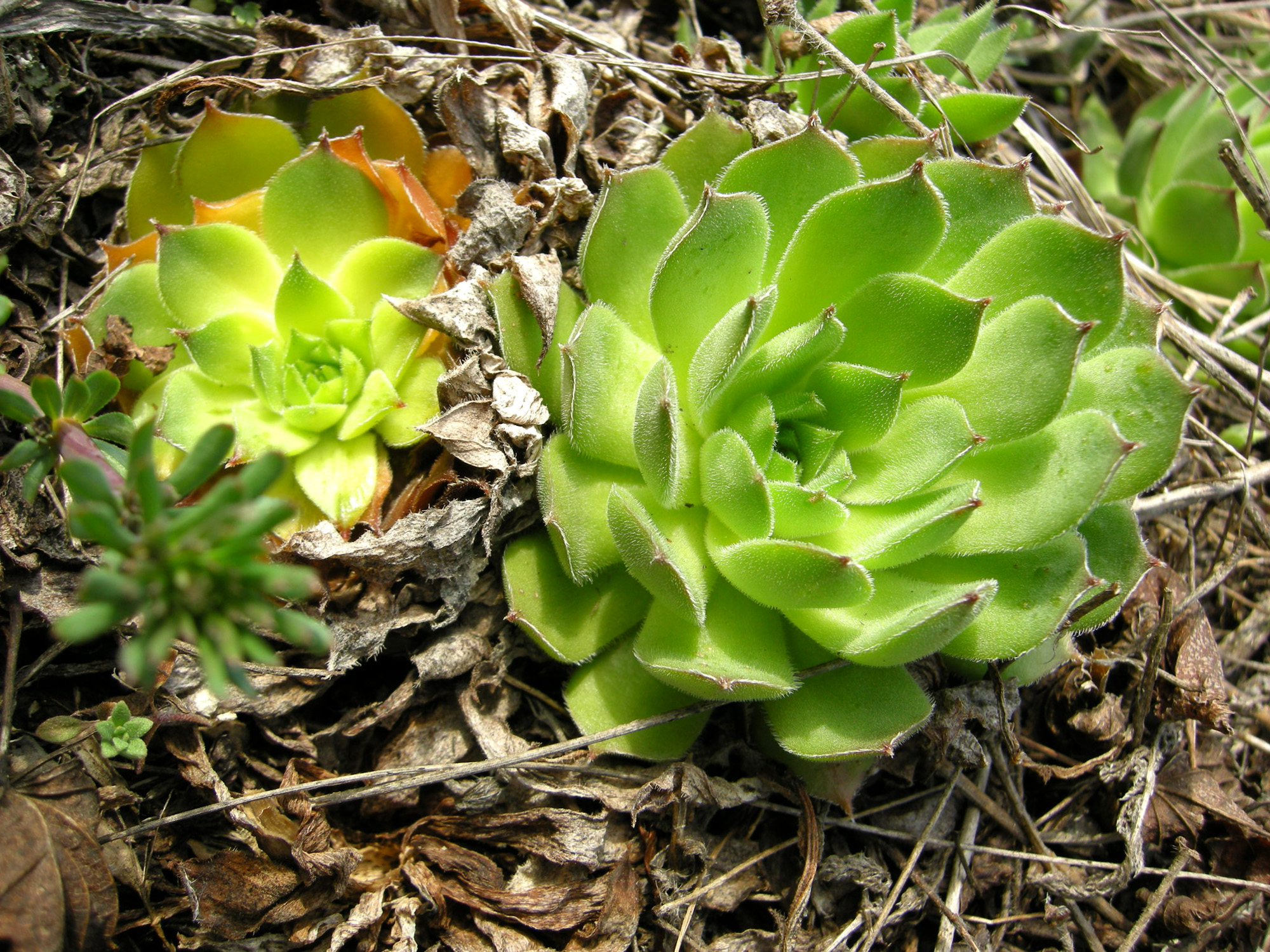
Молодило руське на Червоній горі
Ящірка з Червоної гори
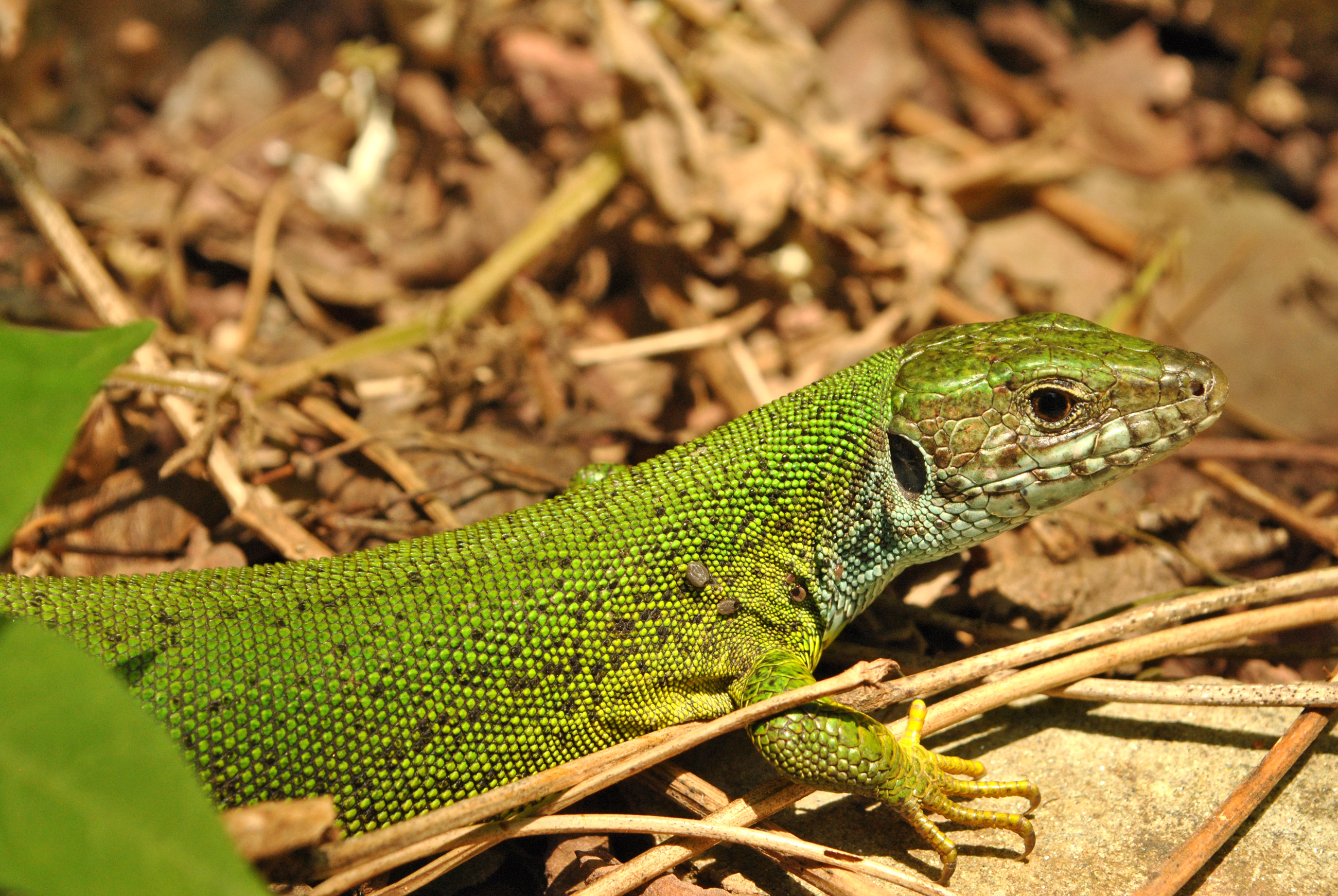
Ящірка в кам'яному кар'єрі поблизу урочища «Вірлиська» на західній околиці села Жнибороди
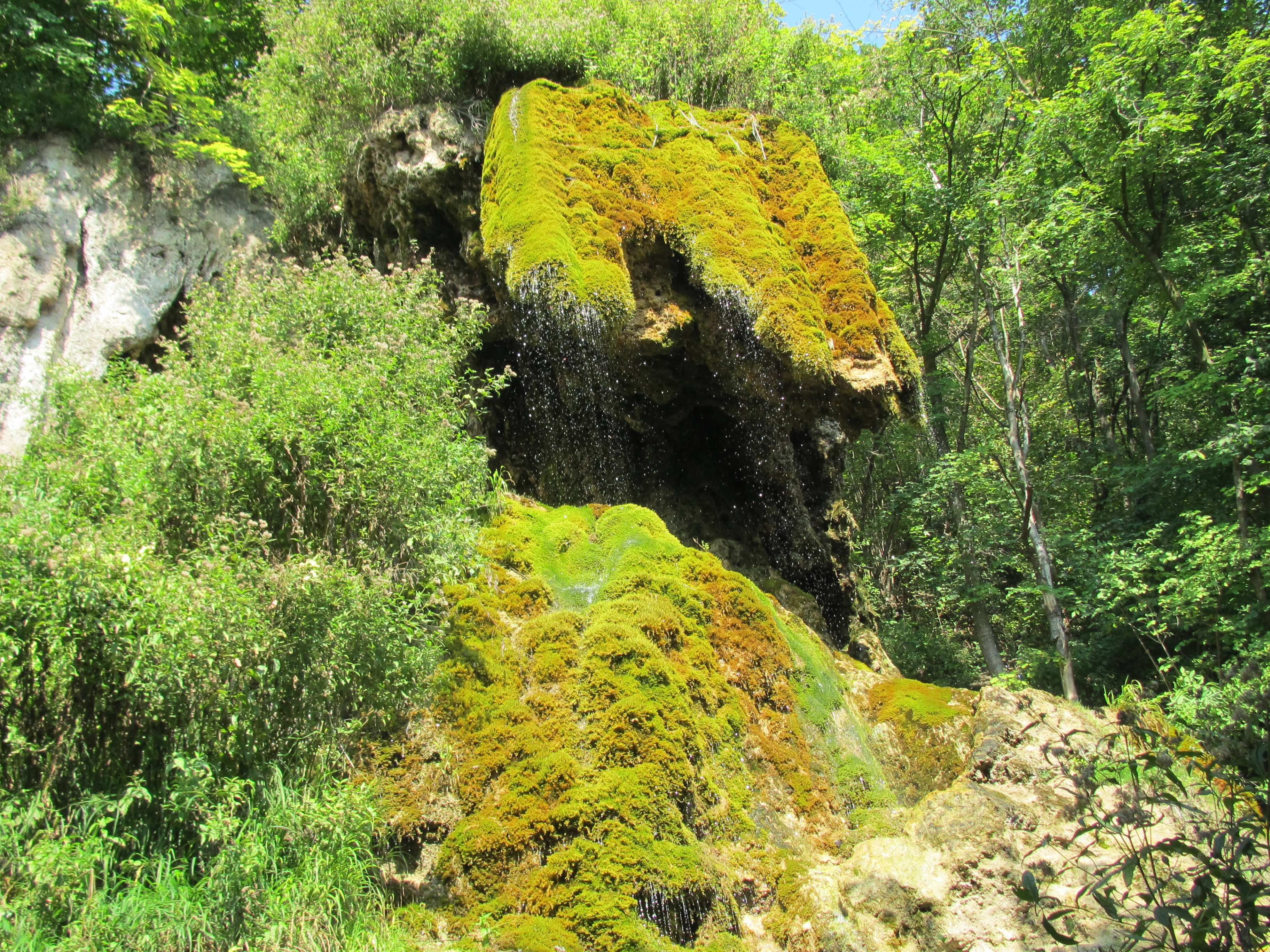
Водоспад Дівочі Сльози
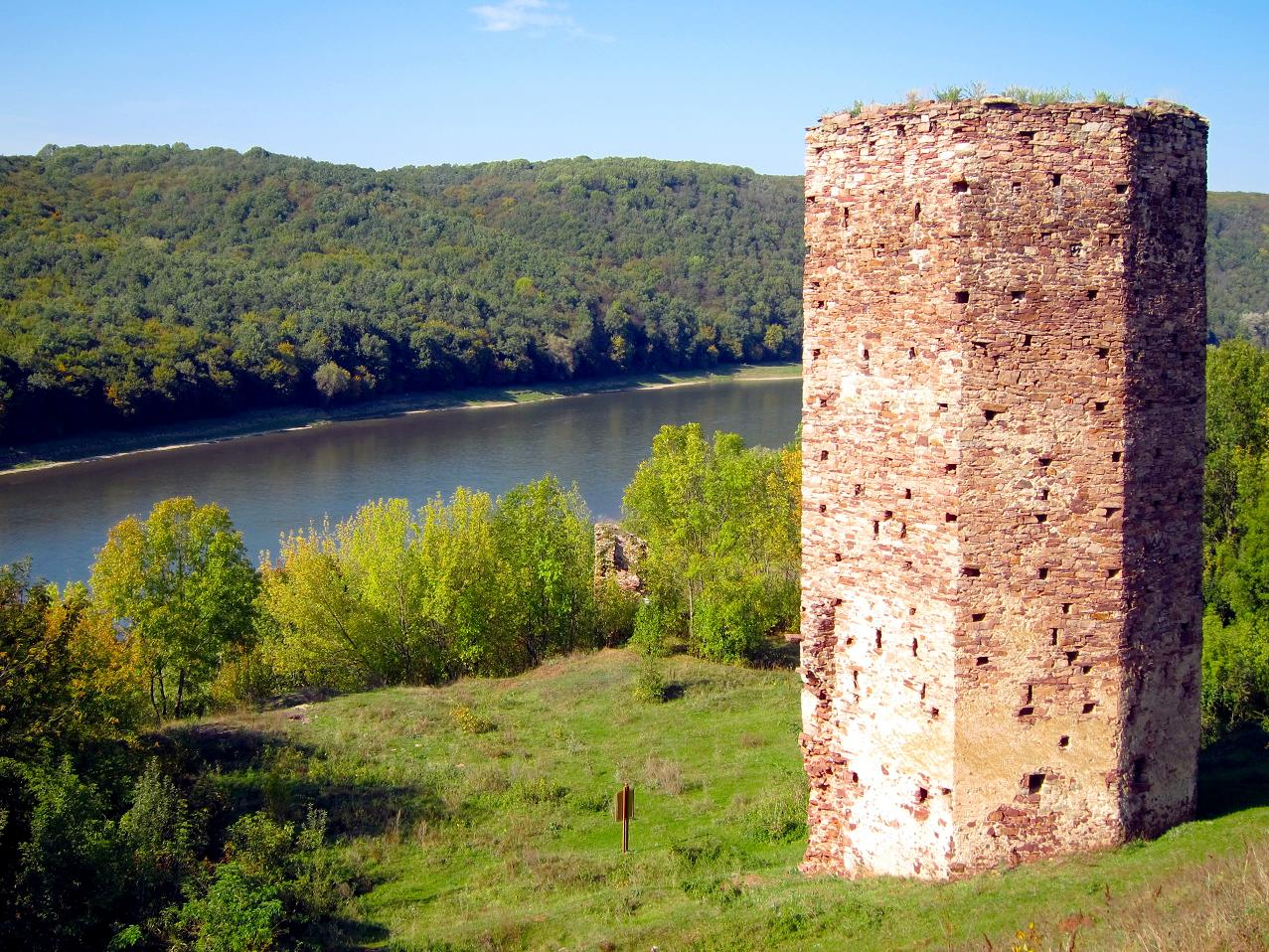
Раковецький замок
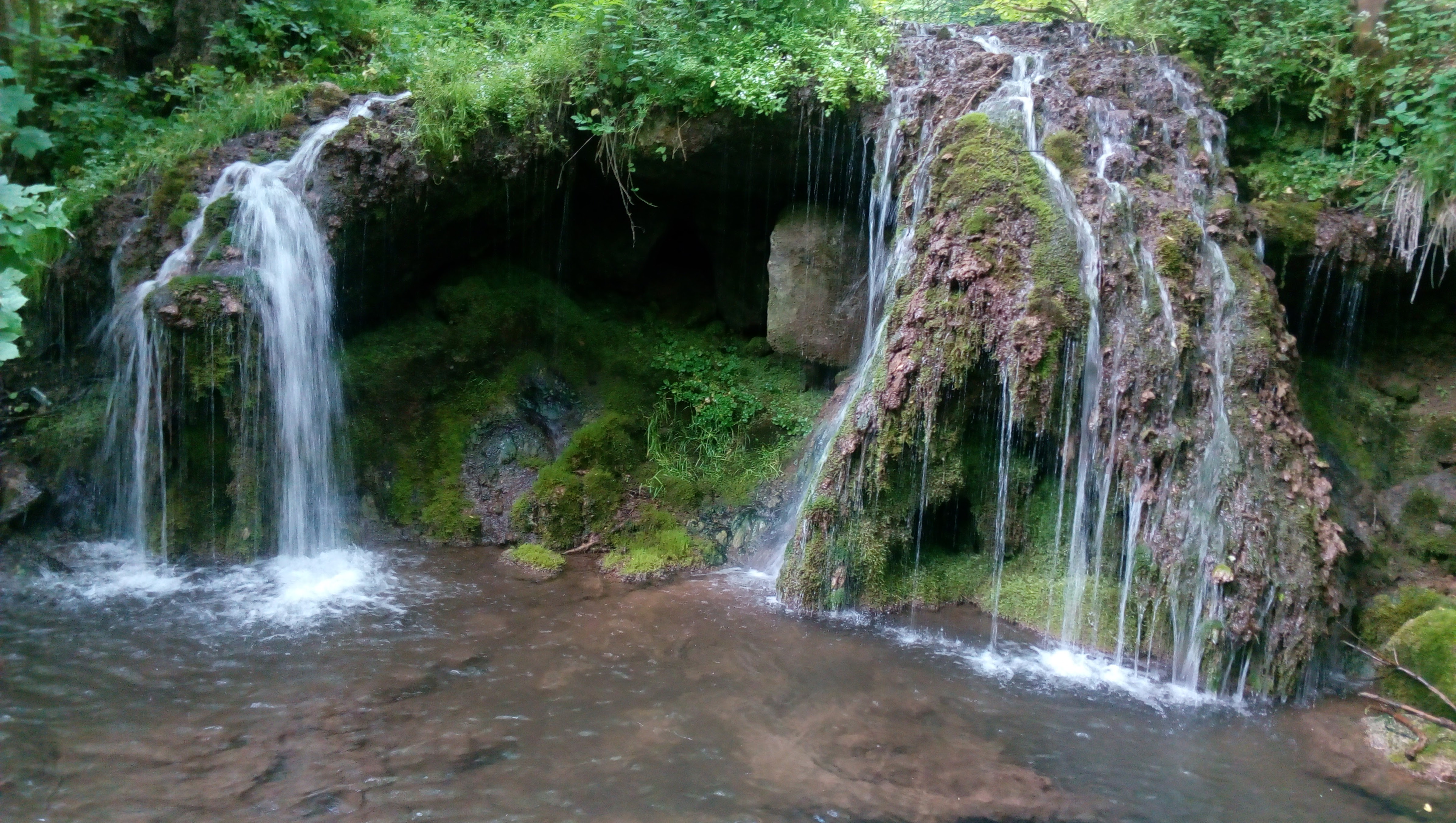
Водоспад Єрмівка
- Водоспад Монаші Сльози
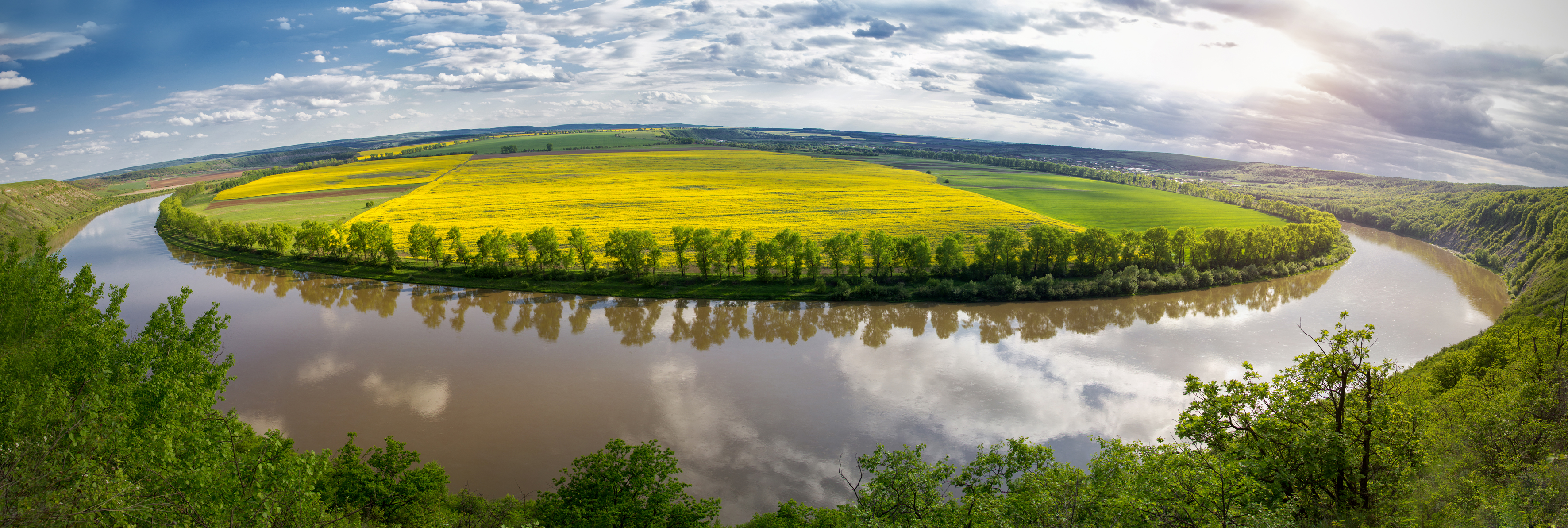
Дністровський каньйон. Панорама
Панорама осінній Дністер
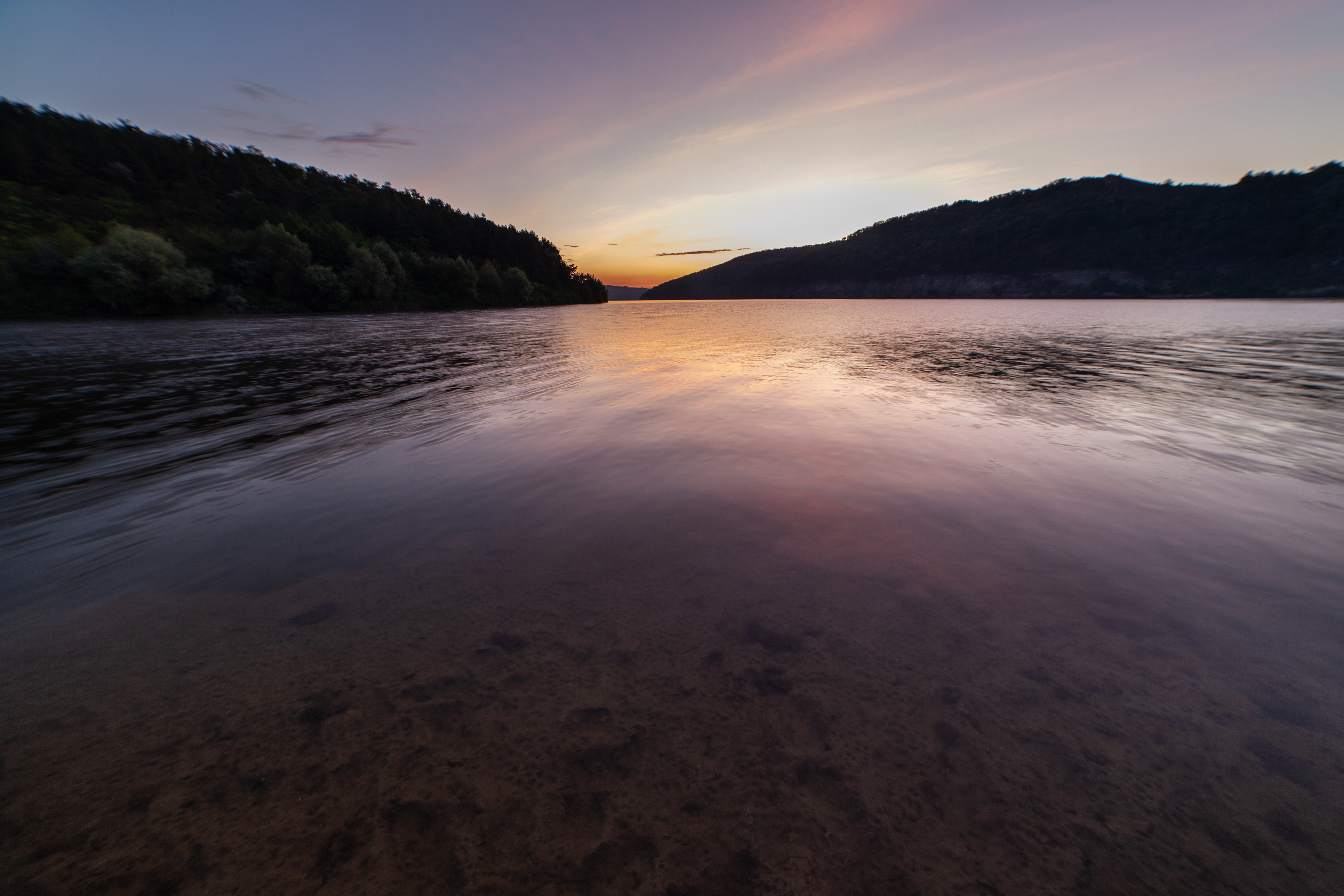
Світанок на річці Дністер
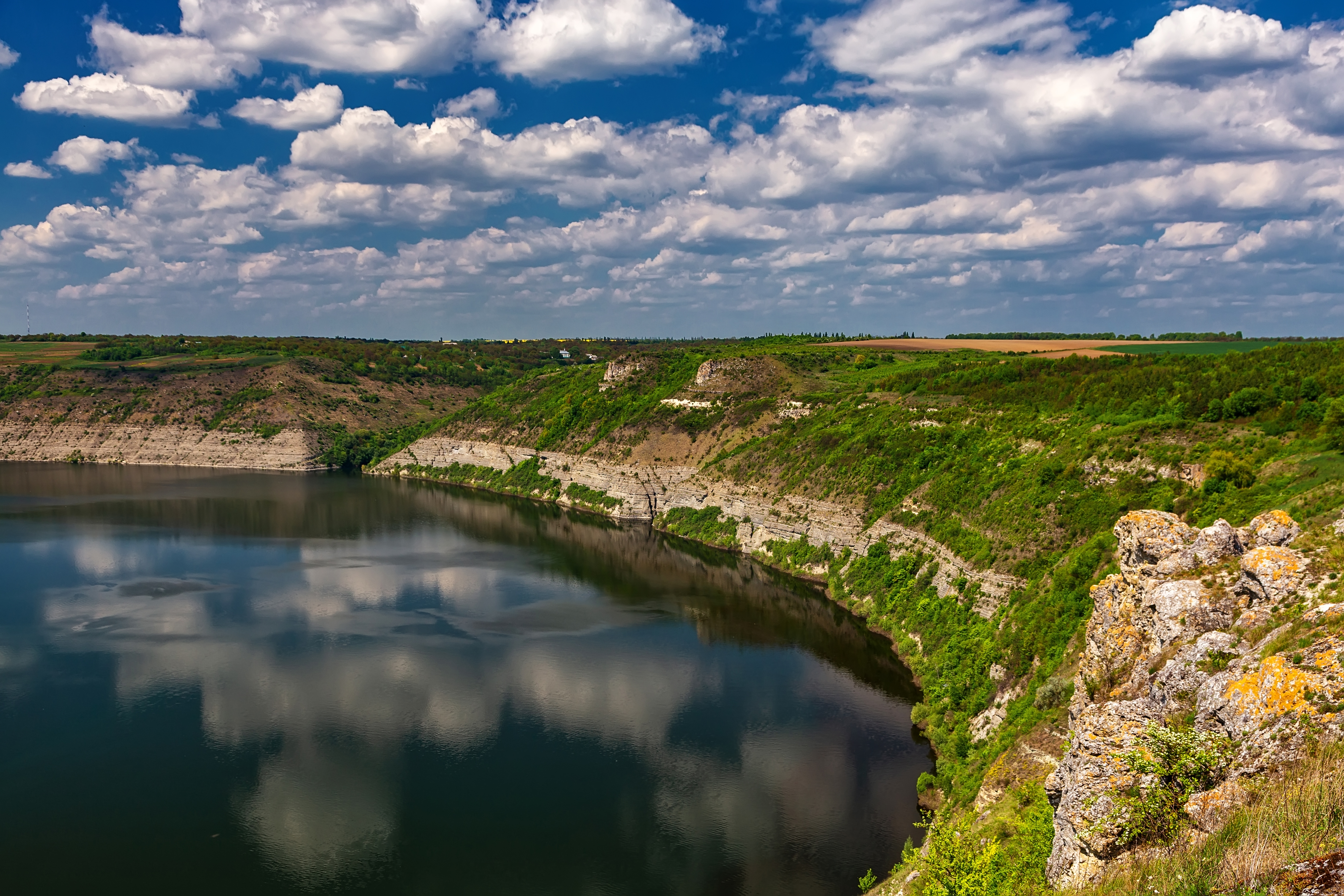
Дністровські схили
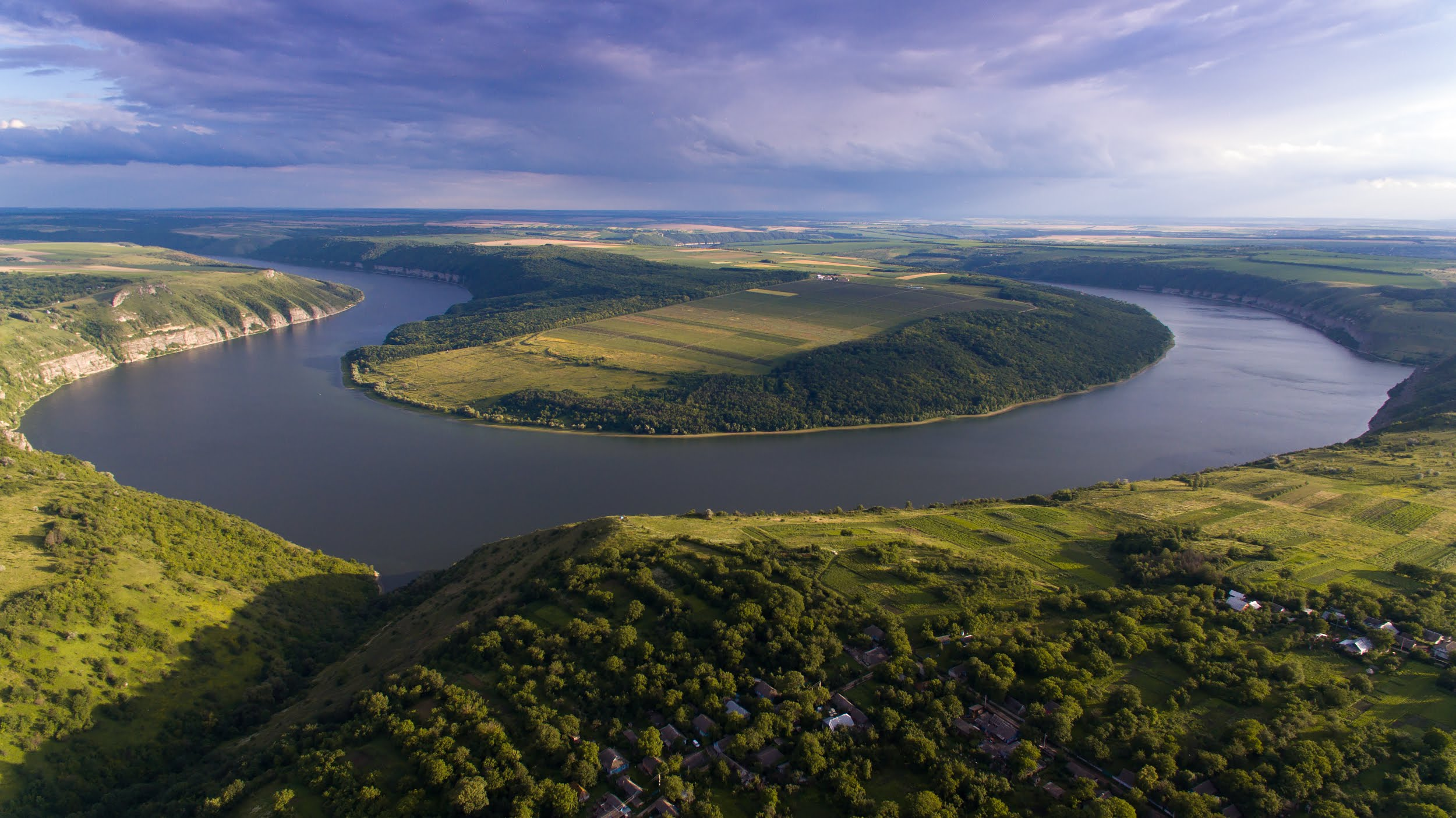
Дністер поблизу с.Демшин